# Aurosa furcata
Aurosa furcata is een schijfkwal uit de familie Ulmaridae. De kwal komt uit het geslacht Aurosa. Aurosa furcata werd in 1880 voor het eerst wetenschappelijk beschreven door Haeckel. 